# Antigua Sinagoga (Essen)
La Antigua Sinagoga (en alemán: Alte Synagoge) es una sinagoga de arquitectura bizantina de principios del siglo xx, ubicada en el centro de la ciudad de Essen, región del Ruhr, Alemania. Se trata de una de las sinagogas más grandes, mejor preservadas y más destacadas arquitectónicamente de la Alemania de entreguerras, testimonio de la abundancia e influencia de la cultura judía alemana de esta época.
Actualmente, el edificio aloja el archivo y centro de documentación que estudia y preserva la historia de la comunidad judía de la ciudad. No se realizan servicios religiosos en él.

## Historia y arquitectura

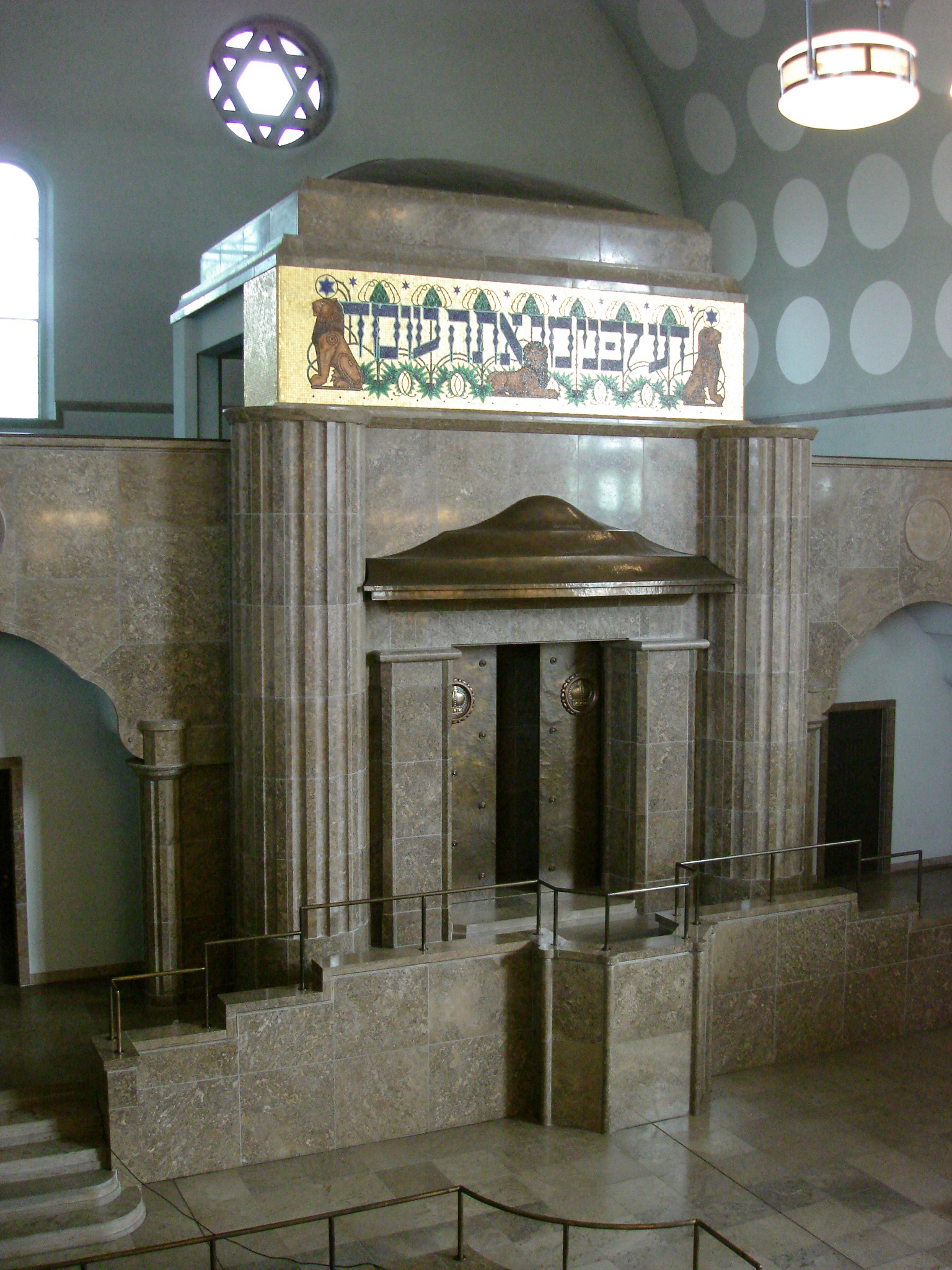
El hejal de la Antigua Sinagoga

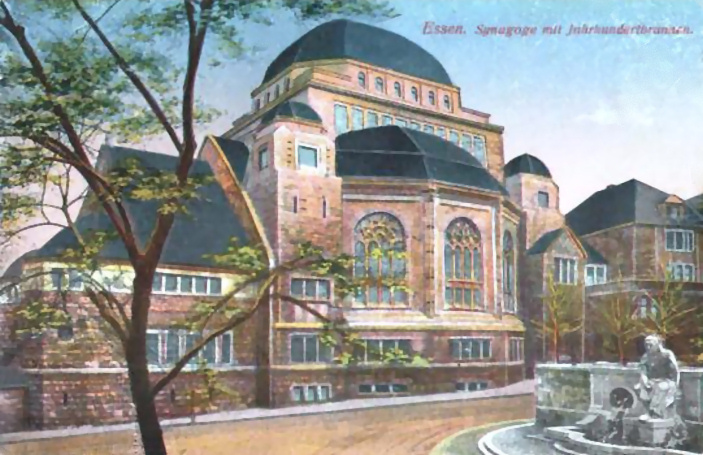
Postal con la imagen de la Alta Sinagoga en 1917. A la derecha se observa la fuente del Siglo.

La presencia judía en Essen data del siglo xiii (relativamente tardía comparando con la presencia judía en Alemania a partir del siglo iv a más tardar), aunque solo a partir del siglo xix es cuando se produce un aumento en el número de fieles, culminando en el establecimiento de la Comunidad Judía de Essen en 1858. En plena emancipación judía (defendida por judíos no ortodoxos y patriotas), fue el rabino de orientación reformista y filólogo, Salomon Samuel, quien tras ser nombrado primer rabino de la ciudad, decidió erigir una nueva gran sinagoga en el centro urbano que marcaría la importancia del judaísmo en la realidad alemana.
El arquitecto oriundo de Essen Edmund Körner, quien estuvo al cargo de varios proyectos relacionados con la vida judía de Renania del Norte-Westfalia, fue elegido para la misión. Körner proyectó un gran edificio de piedra al estilo bizantino, coronado con una cúpula de cobre. Influenciado por el modernismo alemán (Jugendstil), el interior de la sinagoga fue revestido de azulejos de color azul oscuro con reflejos dorados. El rabino Samuel facilitó la orientación artística relativa a la tradición judía, para que esta fuera reflejada en la decoración del interior, con especial atención a los símbolos representados en los mosaicos y vidrieras. El resultado fue una de las sinagogas más grandes de Alemania, con una cúpula de 37 metros de altura.
El edificio, inaugurado con el nombre de Nueva Sinagoga (Neue Synagoge) el 25 de septiembre de 1913, se convirtió en el centro social y cultural de la comunidad judía de Essen durante 25 años (y especialmente después de la Primera Guerra Mundial), hasta la llegada de los nazis al poder, contando en 1933 con 4500 congregantes.  
La capacidad de aforo de la sala principal (que por su acústica también se usaba a menudo para conciertos) era de más de 1500 personas, incluidas las galerías circundantes. Al frente había un órgano estilizado y una gran bima (tribuna o ambón de donde el rabino se dirige a los fieles durante el servicio). Además de la gran sala de oraciones, el edificio contaba con una sala secundaria para los servicios de entresemana (con menor asistencia), aulas, un hall comunitario, una secretaría y una biblioteca. En su parte trasera se encontraban el Rabbinerhaus —residencia del rabino— y una pequeña morada para el jazán (cantor de liturgia judía).

### Período nazi y de la Segunda Guerra Mundial
A partir de la llegada de los nazis en 1933, la comunidad judía de Essen se veía cada vez más acosada, con restricciones cada vez más severas que afectaban la vida comunitaria y, por ende, al uso de la sinagoga. Durante la Kristallnacht (9 a 10 de noviembre de 1938), el interior del edificio fue quemado en su totalidad; sin embargo, su exterior quedó intacto.
Aunque la ciudad de Essen fue intensamente bombardeada por los británicos durante la Segunda Guerra Mundial (con el 50 % de los edificios de la ciudad destruidos en su totalidad), la sinagoga de Essen no se vio dañada en estos ataques. Como resultado, el diseño exterior original de la sinagoga, con sus particularidades, sobrevivió al nazismo y a la guerra.

### Años de la posguerra
Entre 1945 y 1959, como muchos otros edificios de la ciudad de Essen, la sinagoga quedó en el olvido en medio de las ruinas del centro urbano. En esos años, la diezmada comunidad judía de la ciudad usaba el Rabbinerhaus (casa del rabino) como su centro comunitario y religioso, erigiendo a finales de 1959 una nueva sinagoga, mucho más pequeña y humilde (arquitectónicamente), la cual se usa como centro de la comunidad hasta el día de hoy (2021).
Ese mismo año, la ciudad de Essen adquirió la gran sinagoga (a partir de ese momento llamada, aunque no oficialmente, Antigua Sinagoga), y en los años siguientes (1960-1961) procedió a su completa renovación, con su interior adaptado para servir como sala de exhibiciones en temática de diseño industrial, que más tarde se convertiría en el Museo de Diseño Industrial (Haus Industrieform). Como parte de la renovación del interior del edificio y adaptación a su nuevo uso, se eliminó el espacio del hejal (sacando sus restos quemados del edificio), mientras que el techo, con sus motivos religiosos, y los mosaicos que habían sobrevivido a las llamas fueron revestidos. La sala principal se dividió en varios espacios museísticos y se instaló un nuevo suelo.

### Desde 1980 hasta la actualidad
A lo largo de las décadas de 1970 y 1980 fue en aumento la conciencia e interés del público y de las autoridades por la memoria histórica y la conservación del patrimonio cultural. Un incendio de 1979 causado por un cortocircuito, que provocó daños considerables a la exposición del museo, brindó la oportunidad de un cambio de actitud, redestinando el edificio (aunque manteniendo su función museística) a la conservación y estudio de la historia de la comunidad judía de Essen.
La restauración del edificio tuvo lugar entre 1986 y 1988, financiada por el estado de Renania del Norte-Westfalia, e incluyó la recuperación del diseño original de su interior, aunque con algunas modificaciones como el uso de revoco sencillo en lugar de los mosaicos azules originales en la bóveda de la cúpula restaurada (el elemento arquitectónico exterior más destacado de la sinagoga). También se restauró la terraza y el hejal de mármol.
Como parte del proyecto, se conectó la parte sur del edificio a la Steeler Strasse (que fue redirigida a este fin) y se construyó una nueva plaza nombrada tras el arquitecto del edificio original – la Edmund-Körner-Platz. La inauguración oficial del nuevo museo judío tuvo lugar el 13 de julio de 2010. Actualmente la Antigua Sinagoga alberga exhibiciones y eventos relacionados con la cultura judía, incluyendo conciertos, funciones teatrales, lecturas y distintas reuniones de carácter cultural.
En 2011, como última fase de la adaptación del edificio a su nuevo uso como museo histórico y centro de documentación, el mismo Rabbinerhaus se convirtió en sede del Instituto Salomon Ludwig, el instituto de estudios judeoalemanes de la Universidad de Duisburgo-Essen, que se ha dedicado desde 1988 a la investigación cultural, religiosa, literaria e histórica de las comunidades judías de los Estados y territorios de habla alemana.